# Первый всезарубежный собор
Русское заграничное церковное собрание (Всезаграничное русское церковное собрание) — собор русского православного духовенства и мирян, оказавшихся в эмиграции после поражения Белого движения в Гражданской войне, прошедший 21 ноября — 3 декабря 1921 года в Сремских Карловцах в Королевстве Сербов, Хорватов и Словенцев. В дальнейшем в литературе часто именовался Первым Всезаграничным церковным собором или Первым всезарубежным собором, другие названия: Карловицкий собор и Карловацкий собор.

## Ход собора
По мнению историка начала XXI века Андрея Кострюкова, ошибкой руководства лидеров русской церковной эмиграции «было то, что к участию в Соборе с правом голоса было привлечено значительное количество политиков-монархистов. Не было собрание и представительным, так как помимо избранных членов правом голоса на Соборе обладали и лица, лично приглашенные митрополитом Антонием».
На соборе был заслушан «Наказ Собору», приняты Обращение к воинам русской армии, Послание чадам Русской православной Церкви, в рассеянии и изгнании сущим, а также Послание к Генуэзской конференции с призывом не допускать на эту конференцию представителей советского государства. Ряд заявлений Собора носил чисто политический характер, в частности призыв к восстановлению на российском престоле «законного православного царя из дома Романовых» и прямой призыв к мировым державам оказать помощь для вооружённого свержения режима в РСФСР, отражая настроенность участников собора сопротивляться большевизму. Такие решения были приняты благодаря политически настроенным мирянам, имевшим на Соборе равный голос с клирикам и архиереями. Для эмиграции это стало началом споров и разногласий, а для большевиков — лишним поводом к нажиму на патриарха Тихона.
Собор образовал Высшее русское церковное управление за границей (ВРЦУ) под председательством митрополита Антония (Храповицкого) (бывшего Киевского), которому было усвоено звание заместителя патриарха. ВРЦУ состояло из архиерейского Синода и Высшего Церковного Совета и претендовало на возглавление церковной жизни всего русского зарубежья.
Митрополит Евлогий (Георгиевский) вспоминал, что перед голосованием соборного «Послания чадам Русской Православной Церкви, в рассеянии и изгнании сущим» велись «долгие и жаркие дебаты в продолжении двух-трёх заседаний». Сам Евлогий уговаривал наиболее влиятельных монархистов — членов Собора: «Поберегите Церковь, патриарха. Заявление несвоевременно… А как мы отягчим его положение! Патриарху и так уже тяжело». Однако при голосовании 2/3 участников Собора высказались за предложенное обращение к русскому народу, 1/3 — против. 34 члена Собора, в том числе митрополит Евлогий, остались при особом мнении и подали мотивированное заявление, в котором отмечалось, что «постановка вопроса о монархии с упоминанием при том и династии носит политический характер и, как таковая, обсуждению церковного собрания не подлежит, посему мы в решении этого вопроса и голосовании не считаем возможным принять участие».
Резолюция косвенно затрагивала и патриарха и органы ВЦУ в Москве, поскольку в положении о Карловацком Соборе прямо указывалось, что это церковное собрание во всех отношениях признает над собой полную власть патриарха Московского. Кроме того, все постановления Собора начинались словами: «По благословению Святейшего Патриарха Тихона», хотя на деле ни один из документов этого собрания не был послан на утверждение патриарху.

## Участники
- Почётный Председатель Русского Заграничного Церковного Собрания Его Святейшество Святейший Димитрий, Патриарх Сербский.

Почетные члены Церковного Собрания — представители королевства С.Х.С. на основании дополнения к Положению о созыве Русского Заграничного Церковного Собрания
- Председатель Совета Министров в королевстве С.Х.С. Н. Пашич.
- Председатель Народной Скупщины в Королевстве С.Х.С.
- Министр Веры Королевства С.Х.С.
- Начальник Православного Отделения Министерства Веры.
- Председатель Державной Комиссии по устройству русских беженцев в королевстве С.Х.С.
- Протопресвитер Патриаршего Кафедрального Собора в Сремских Карловцах о. Еремич.
- Градоначальник г. Сремски Карловци

Почетные члены Церковного Собрания, как представители Российской Государственности, на основании дополнения к Положению о созыве Русск. Загр. Церк. Собрания
- Главнокомандующий Русской Армией Генерал П. Н. Врангель. Участвует представитель его Генерал Никольский.
- Старейший Российский Дипломатический Представитель М. Н. Гирс
- Российский Посланник в Королевстве С.Х.С. В. Н. Штрандтман.
- Начальник Штаба Главнокомандующего Русской Армией Генерал П. Н. Шатилов.
- Правительственный Уполномоченный по устройству русских беженцев в королевстве С.Х.С. С. Н. Палеолог.
- Председатель Комитета Российского Общества Красного Креста на Ближнем Востоке С. В. Глинка.

По Положению
А) Высшее Русское Церковное Управление заграницей в составе
- Председателя оного Высокопреосвященнейшего Антония, Митрополита Киевского и Галицкого, он же Председатель Русского заграничного Церковного Собрания.

Членов Высшего Церковного Управления
- Высокопреосвященного Платона (Рождественского), Митрополита Херсонского и Одесского
- Высокопреосвященного Феофана (Быстрова), Архиепископа Полтавского и Переяславского
- Преосвященного Гавриила (Чепура), Епископа Челябинского и Троицкого.
- Преосвященного Михаила (Космодемьянского), Епископа Александровского, управлявшего Ставропольской епархией
- Преосвященного Вениамина (Федченкова), Епископа Севастопольского и всего христолюбивого воинства, управляющего военным и морским духовенством.

Секретарей оного Управления
- Е. И. Махароблидзе
- Т. А. Аметистова

Б) Управляющие русскими православными общинами заграницей
- Константинопольского округа — Высокопреосвященный Анастасий (Грибановский), Архиепископ Кишиневский и Хотинский.
- Болгарского — Преосвященный Серафим (Соболев), Епископ Лубенский.
- В Западной Европе — Высокопреосвященный Евлогий (Георгиевский), Архиепископ Волынский и Житомирский.

В) Пребывающие заграницей русские Епископы
- Преосвященный Феофан (Гаврилов), Епископ Курский Обоянский
- Преосвященный Аполлинарий (Кошевой), Епископ Белгородский
- Преосвященный Сергий (Петров), Епископ Сухумский и Абхазский, вр. Управл. Черноморской епархией.
- Преосвященный Дамиан (Говоров), Епископ Царицынский
- Преосвященный Митрофан (Абрамов), Епископ Сумский
- Преосвященный Гермоген (Максимов), Епископ Аксайский.

Члены Всероссийского Священного Собора
- Кн. И. С. Васильчиков.
- Е. П. Ковалевский
- Протопресвитер Г. И. Шавельский
- Проф. прот. А. П. Рождественский
- Кн. Г. Н. Трубецкой
- А. В. Карташев
- Прот. Г. П. Ломако
- Гр. П. Н. Апраксин
- А. В. Васильев
- Протоиерей В. Востоков
- Граф Олсуфьев
- Граф Граббе
- Кап. I р. А. А. Свечин
- Гр. Бобринский
- Проф. Погодин
- Л. Лашкевич
- М. В. Родзянко
- А. И. Ивановский

V. По выборам
От Константинопольского Округа
- Протоиерей В. Руденко
- Протоиерей И. Ктитарев
- Ненарокомов
- Квасков
- Никаноров
- Измайлов

Б) От Германии
- Архимандрит Тихон (Лященко)
- Прот. Н. Подосенов
- Кн. А. Б. Ширинский-Шихматов
- Сенатор А. Бельгардт
- Проф. Александр Яницкий
- Полковник Шемякин

В) От Болгарии
- Л. Е. Юрченко
- Н. Н. Шурупов
- Н. В. Платонов
- Полковник Шатилов

Г. От Чехо-Словакии
- Прот. М. Стельмашенко
- Ген. Юзефович

Д) От Греции
- Прот. П. Крахмалев
- Кн. Н. С. Путятин
- А. А. Сенько-Поповский
- Прот. Н. Сахаров
- Свящ. Д. Троицкий
- Прот. Н. Попов
- А. Ф. Трепов
- Генерал А. А. Гулевич
- Граф М. Н. Граббе
- Кн. П. С. Волконский
- С. М. Третьяков

От Испании
- Ю. А. Колемин

З) От Англии
- Протоиерей Иоанн Лелюхин
- П. Л. Барк
- А. Иванов

И) От Италии
- Архимандрит Симеон (Нарбеков)
- А. Н. Волжин
- Князь Друцкой-Соколинский

К) От Швеции и Бельгии (Стокгольм и Брюссель).
- Священник Николай Бер

Л) От Дании
- Архимандрит Антоний (Дашкевич)

От Швейцарии
- Протоиерей Сергий Орлов
- Сербский Генеральный Консул в Женеве Н. П. Петрович
- Б. Л. Скрипицын

Н. От Сербии
- Протоиерей Александр Писарчик
- Профессор Сенкевич
- П. В. Скаржинский
- И. А. Аносов
- Гербель
- Половецев

VI. От военно-морских церковных округов
- Протоиерей А. Бощановский
- Священник В. Суринов
- Генерал Д. Н. Потоцкий
- Генерал Барбович
- Генерал Зборовский
- Генерал Науменко
- Протоиерей Д. Трухманов
- Иеромонах Иоанн
- Капитан первого ранга М. А. Апрелев
- Генерал Адамович
- Генерал Экк
- Н. М. Мельников
- Протоиерей Д. Извольский
- Архимандрит Антоний
- Генерал Гернгросс
- Генерал Соловьёв
- Генерал Вдовенко

VII. От Штаба Главнокомандующего Русской Армией
- Протоиерей Василий Виноградов
- Генерал А. П. Архангельский
- Капитан 1 ранга Д. Г. Андросов

VIII. От района Бизерты
- Протоиерей Георгий Спасский

IX. По приглашению Высшего Русского Церковного Управления заграницей, на основании ст. 15 Положения о созыве Русского Заграничн. Церковн. Собрания
- Н. Е. Марков
- А. А. Никольский
- В. Д. Сонцов
- П. П. Извольский
- А. А. Риттих
- П. Н. Краснов
- И. А. Наживин
- Профессор Новгородцев
- Н. Н. Львов
- Князь Н. Б. Щербатов
- Прот. М. Слуцкий
- В. Д. Евреинов
- Протоиерей Пётр Беловидов
- Профессор Троицкий
- Профессор В. А. Розов
- Н. С. Батюшин
- А. П. Кисилевский
- Профессор Локоть
- Профессор Тарановский
- Протоиерей Конограй
- Генерал Молчанов
- А. П. Рогович
- Скрынченко
- В. М. Скворцов
- С. И. Голиков

Х. Представители от монашествующего духовенства, на основании дополнения к Положению о созыве Русского Заграничного Церковного Собрания
- Архимандрит Феодосий

XI. По приглашению епархиальных Преосвященных на основании ст. 16 положения о созыве Русского Заграничного Церковного Собрания
а) от Митрополита Антония, как заведующего Русскими Православными Церковными Общинами в королевстве С. Х. С.
- Немирович-Данченко
- Проф. Щербаков

б) от Епископа Вениамина, как управляющего военным и морским Духовенством
- Проф. Вернадский
- С. М. Колоссовский

б) от архиепископа Анастасия, как управляющего Русскими Православными общинами Константиноп. Округа
- Граф Мусин-Пушкин
- Е. А. Москов

г) От Архиепископа Евлогия, как управляющего Русскими Православными Церквами в Западной Европе
- Архимандрит Иоанн (Леончуков)
- А. Н. Крупенский
- Генерал Мрозовский
- П. С. Толстой-Милославский
- А. М. Масленников
- В. Я. Чистяков

## Итоги и последствия
Решения и участники получившего в советской печати наименование Карловицкого Собора были подвергнуты в советской России осуждению.
5 мая 1922 года в Москве в соединённом присутствии Священного Синода и Высшего церковного совета под председательством Патриарха Тихона было вынесено постановление, которое в виде указа Патриарха было выслано возведённому в сан митрополита Евлогию (Георгиевскому) для передачи во ВЦУЗ. Патриарший Указ гласил:

«1. Я признаю Карловацкий Собор заграничного русского духовенства и мирян не имеющим канонического значения и послание его о восстановлении династии Романовых и обращение к Генуэзской Конференции не выражающим официального голоса Русской православной церкви;
2. Ввиду того, что заграничное Русское Церковное Управление увлекается в область политического выступления, — а с другой стороны, заграничные русские приходы уже поручены попечению проживающего в Германии Преосвященного Митрополита Евлогия, Высшее Церковное Управление за-границей упразднить <…>».

По ознакомлении с указом, большинство членов ВЦУЗ пришло к мнению о том, что он был подписан под давлением большевиков. В русских зарубежных приходах начался сбор подписей под обращениями к митрополиту Антонию с просьбой не уходить на покой.
Как отмечал Андрей Кострюков, «Опасаясь, что политики-эмигранты постараются повлиять на дальнейшую жизнь Русской Зарубежной Церкви, архиереи постарались в будущем не допустить созыва Собора с участием мирян. Такой Собор в тех условиях таил в себе опасность — политические и общественные организации эмигрантов были настроены на отделение от Церкви в Отечестве». После этого вместо обещанного Всезарубежного Собора в мае-июне 1923 года дальнейшую судьбу Русской Зарубежной Церкви
решал Архиерейский Собор.
Архиепископ Дамаскин (Малюта) сказал на допросе в 1944 году, что «русское духовенство, проживавшее в Польше, в том числе и я, антисоветские решения Карловацкого собора встретило одобрительно».